# Gynandrocarpa misanthropos
Gynandrocarpa misanthropos är en sjöpungsart som beskrevs av Monniot 1978. Gynandrocarpa misanthropos ingår i släktet Gynandrocarpa och familjen Styelidae.
Artens utbredningsområde är Södra Ishavet. Inga underarter finns listade i Catalogue of Life.